# Termodynamikens nollte huvudsats
Termodynamikens nollte huvudsats säger att 
"Två kroppar som var för sig är i termisk jämvikt med en tredje kropp, står även i termisk jämvikt med varandra."
Detta innebär att två kroppar i termisk kontakt med varandra antar samma temperatur genom att värmeenergi i den varmare kroppen flödar till den kallare kroppen.
Anledningen till att lagen fått sitt speciella namn är att man insåg först en bit in på 1900-talet att lagen behövdes, och att den på en nivå är mer fundamental än de övriga tre termodynamiska lagarna. Vid den tidpunkten användes redan de andra tre flitigt, och det gick inte längre att byta namn på dem.
Det har argumenterats för (bland annat av Max Planck) att existensen av den nollte huvudsatsen är precis vad som krävs för att man ska kunna konstruera en termometer, eller rättare sagt en "temperaturfunktion". 